# Autostrada A311 (Franța)
Autostrada A311, sau A311, este o autostradă franceză scurtă, ramură a A31, care permite conectarea acesteia la aglomerația Dijon, la sud de oraș.
Aceasta este concesionată companiei APRR și integrată în sistemul de taxare al A31.

## Istoric
Declarații de utilitate publică:
- 26.05.1972 : Întregul traseu al autostrăzii (A31 - RM274) a fost deschis circulației[1].

Puneri în funcțiune:
- 22.10.1974 : Întregul traseu al autostrăzii (A31 - RM274).
- 20.12.2001 : Nod rutier Perrigny-lès-Dijon (D108).

## Traseu
| De la A31 până la ieșirea 48 (M108) ; secțiune cu taxă concesionată companiei APRR.   |                                                                                    |       |
| A31 E17 E21                                                                           |                                                                                    |       |
| Intersecție                                                                           | Nod rutier între A31 și A311: Beaune, Chalon-sur-Saône, Lyon (nod rutier parțial). | A31   |
| A311                                                                                  |                                                                                    |       |
|                                                                                       | Punctul de taxare Dijon-Sud.                                                       |       |
| De la ieșirea 48 (M108) până la M274 ; secțiune gratuită concesionată companiei APRR. |                                                                                    |       |
| 48 - Perrigny-lès-Dijon                                                               | Oraș deservit: Perrigny-lès-Dijon.                                                 | M108  |
| 47 - Chenôve                                                                          | Orașe deservite: Mâcon, Beaune, Chenôve.                                           | M122A |
| A311                                                                                  |                                                                                    |       |
| M274                                                                                  |                                                                                    |       |